# Palaeorhiza conica
Palaeorhiza conica är en biart som beskrevs av Michener 1965. Palaeorhiza conica ingår i släktet Palaeorhiza och familjen korttungebin. Inga underarter finns listade i Catalogue of Life.